# Kierownica (tor kolejowy)

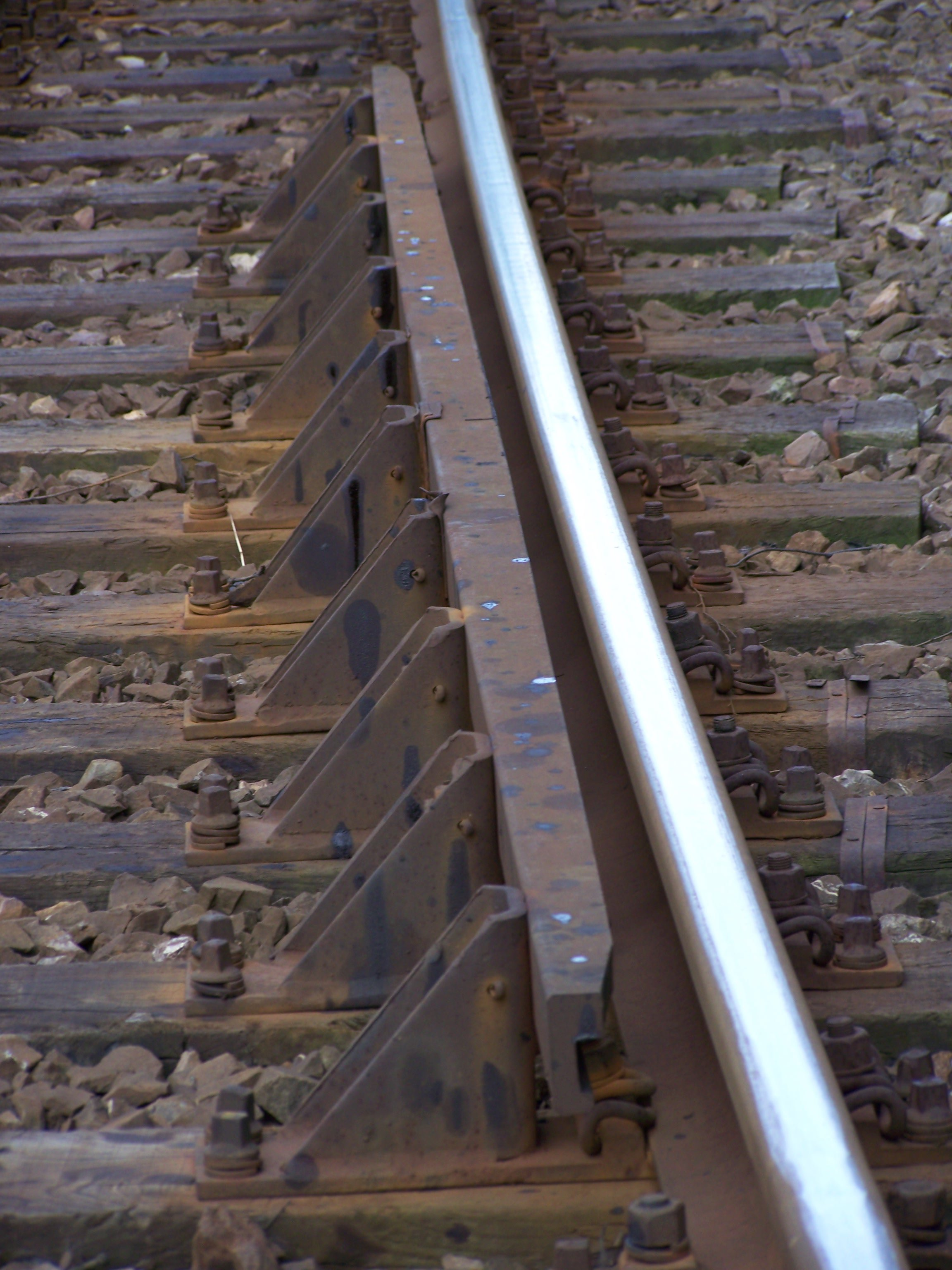
Kierownica na stacji w Celestynowie

Kierownica – element rozjazdu torowego zapobiegający zsunięciu się jednego koła pojazdu szynowego z szyny po zewnętrznej stronie rozjazdu w momencie pokonywania krzyżownicy przez koło drugie.
Zwykle ma kształt długiego, szerokiego płaskownika stojącego pionowo, równolegle do szyny. Może także przybierać inne kształty, jednak zasada działania pozostaje niezmieniona – kierownica stanowi opór dla przejeżdżającego koła.
Stosowanie kierownic jest konieczne na rozjazdach o małym skosie (dużym promieniu), gdyż wtedy odstęp pomiędzy końcami dwóch szyn krzyżownicy jest na tyle duży, że koło może wpaść w tę przerwę i wypaść z szyn. Na rozjazdach o dużym skosie (np. tramwajowych) stosowanie kierownic pozbawione jest sensu, gdyż koło nie ma możliwości wpaść w szczelinę pomiędzy szynami. Rozjazdy torów tramwajowych są dodatkowo zbudowane z szyn rowkowych, co uniemożliwia wykolejenienie na całej długości rozjazdu. Na rozjazdach przystosowanych do wysokich prędkości (mały skos, duża długość) kierownice w ogóle nie są stosowane, a ciągłość szyny wewnątrz rozjazdu jest zapewniona przez ruchomy dziób krzyżownicy.